# Hajan
Hajan (en cachemir: हजन ) es una localidad de la India en el distrito de Baramulla, estado de Jammu y Cachemira.

## Geografía
Se encuentra a una altitud de 1 587 m s. n. m. a 50 km de la capital estatal, Srinagar, en la zona horaria UTC +5:30.

## Demografía
Según estimación 2010 contaba con una población de 12 330 habitantes.